# Beilicati turchi d'Anatolia

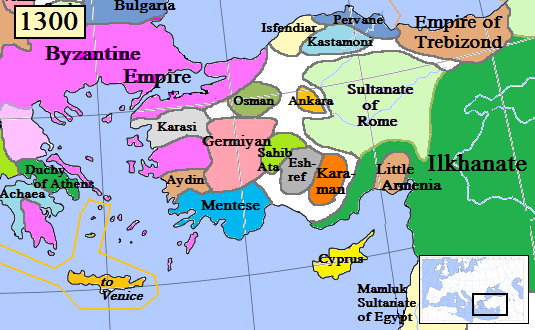
Beilicati e altri Stati della regione anatolica e dintorni nel 1300 ca.

I beilicati turchi d'Anatolia (in turco Anadolu Beylikleri; in turco ottomano Tevâif-i mülûk) erano piccoli emirati turchi musulmani. Il beilicato (in turco beylik) indica il territorio sotto la giurisdizione di un bey (signore). I principati turchi d'Anatolia ebbero due periodi di sviluppo. Il primo, nell'XI secolo, caratterizzato dalla formazione di piccoli principati guidati da un bey. A questo primo periodo fece seguito l'occupazione anatolica da parte dei Selgiuchidi, con la formazione del Sultanato di Rum. Il secondo periodo si sviluppò invece a partire dagli inizi del XIV secolo, al declino del sultanato, e si prolungò con i beilicati più potenti fino alla fine del XV secolo, quando si impose definitivamente su tutti l'Impero ottomano.
Il termine è usato anche con riferimento alle istituzioni governative ottomane del XVI secolo nelle reggenze ampiamente autonome lungo la costa delle odierne Tunisia ed Algeria.

## Storia

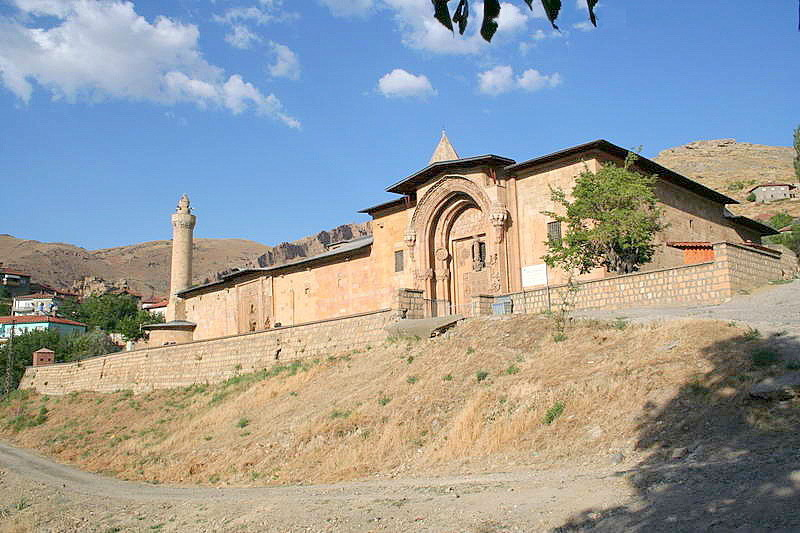
La grande moschea di Divriği, costruita nel 1299 da un discendente del primo Bey dei Mengugekidi.

### Primo periodo: dopo la battaglia di Manzicerta (26 agosto 1071)
Dopo la vittoria dei Selgiuchidi su Bisanzio nella battaglia di Manzicerta nel 1071, i turchi Oghuz occuparono l'Anatolia. Stabilirono un sultanato a Konya, chiamato "di Rum". Ebbe come capitale Nicea dal 1081 al 1097 poi Iconio fino al 1302. Questo sultanato visse sulla base di un accordo tra Bisanzio e il signore selgiuchide Suleyman ibn Qutulmish. Il sultanato favorì il fiorire di principati diretti da bey, detti Uçbey (Uç in turco significa "estremità", "frontiera", per cui Uçbey è simile al margravio d'Europa). Essi fecero da tampone tra le due grandi potenze. I beilicati ricevevano sostegno militare e finanziario dal sultano in cambio della loro completa sottomissione. Nel 1176 il sultano Kılıç Arslan II sconfisse l'Impero bizantino, che fu costretto a cedergli altro territorio. Nel 1207, il sultano Kaykhusraw I conquistò Antalia, strappandola alla Serenissima.

### Secondo periodo: dopo la battaglia di Köse Dağ (26 giugno 1243)

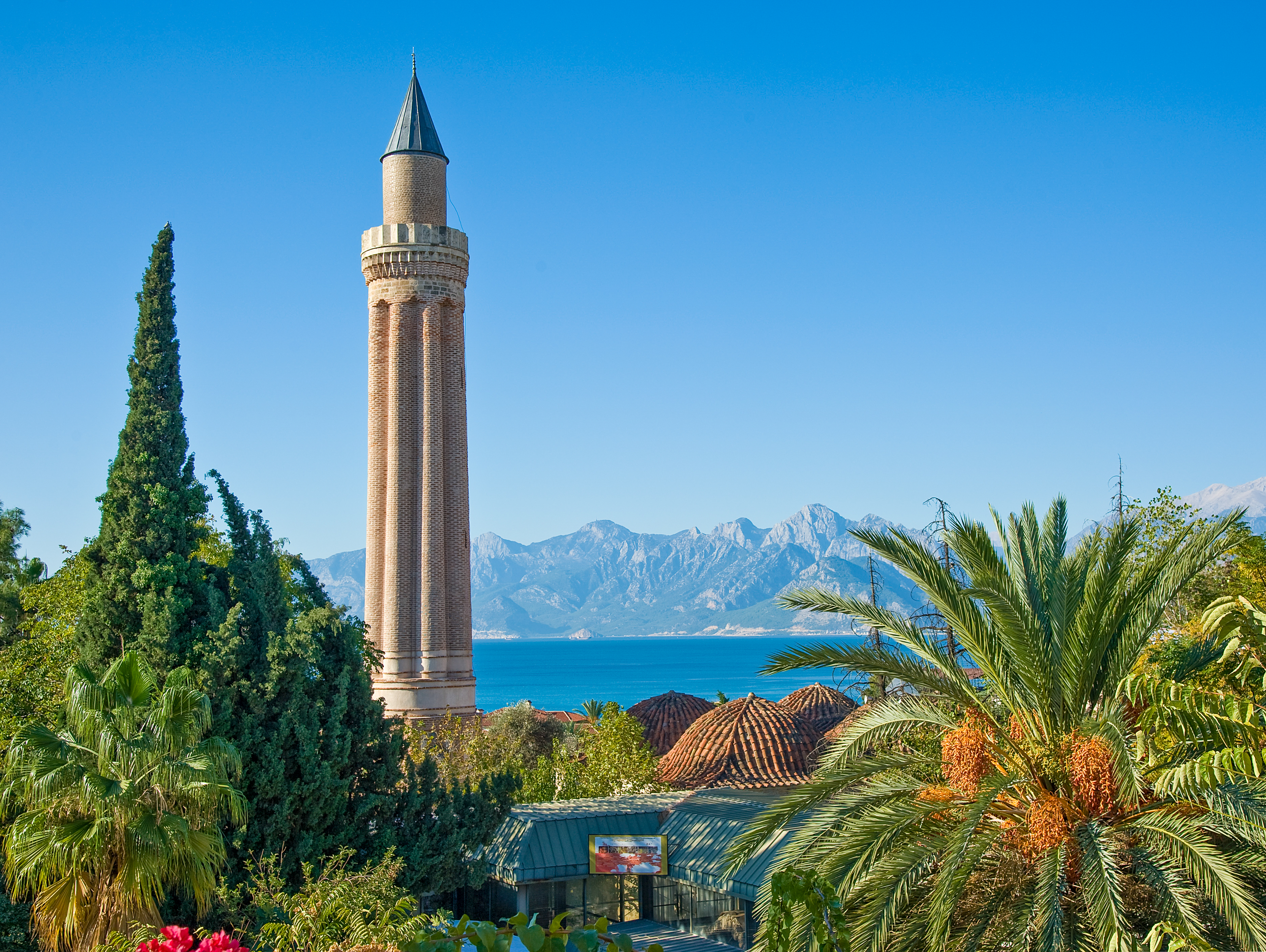
Il minareto della moschea Yivli di Antalia, costruita dai bey di Tekke attorno al 1375.

Nel 1242, Bayju, di nuovo nominato comandante delle orde mongole dal Gran Khan Ögödei, mosse rapidamente contro il sultanato di Rum che era al suo apogeo sotto la guida del sultano Kay Khusraw II. Bayju dapprima prese Erzurum (1242) e, nella battaglia di Köse Dağ, nel giugno del 1243 sconfisse il sultano. Dopo questa disfatta il sultano cercò aiuto presso il nemico di sempre, Bisanzio, stringendo un'alleanza con l'Imperatore Giovanni III Vatatze. Bayju occupò in seguito Sivas, che si arrese senza opporre resistenza e che pertanto fu soltanto sottoposta a saccheggio. I villaggi di Tokat e di Kayseri, che cercarono di opporre resistenza, furono devastati. Questa campagna militare amplia i confini dell'Impero mongolo, portandolo a confinare direttamente con l'impero di Nicea. Al momento dei primi rovesci militari, il suo alleato e vassallo - l'imperatore di Trebisonda preferì dichiararsi vassallo dei Mongoli e di pagar loro un tributo.
Kay Khusraw è a quel punto costretto ad agire in modo similare. Il re della Piccola Armenia Aitone I si sottomette a sua volta all'Ilkhanato mongolo fondato da Hulegu in Iran, assicurando in tal modo la salvezza degli Armeni che vivevano fuori della Cilicia. Questa politica è perseguita dai suoi successori e ciò proteggerà la Cilicia anche dai Selgiuchidi e dai Mamelucchi. I bey approfittarono di questo complessivo quadro politico-istituzionale per dichiararsi a loro volta indipendenti dai Selgiuchidi. Nondimeno, il Sultanato di Rum sopravvisse sotto tutela mongola fino al 1307.
L'indebolimento della potenza bizantina permette ai bey e ai loro guerrieri, in fuga dai Mongoli, di penetrare sempre di più a ovest dell'Anatolia. Verso il 1300, i Turchi raggiungono le sponde del mar Egeo. Per mantenere il controllo dei nuovi territori, gli emiri impiegarono guerrieri Ghazi della Persia e del Turkestan a loro volta fuggiti dai Mongoli. I Ghazi combattevano sotto l'ispirazione di un mullā o di un generale, cercando di far valere il potere islamico, e i loro assalti contro l'Impero Bizantino espansero notevolmente la sfera di potere dei beilicati. Quando l'Impero bizantino si indebolì, le loro città in Asia Minore poterono resistere agli attacchi dei beilicati sempre meno, ed infine molti Turchi colonizzarono l'Anatolia occidentale. Molti beilicati furono fondati in queste nuove regioni, ed entrarono in lotte per il potere contro i Bizantini, tra cui i Genovesi e i Cavalieri templari.
Verso il 1300, i turchi avevano raggiunto la costa del Mar Egeo, già occupata temporaneamente un secolo prima. All'inizio di tale occupazione, gli Stati più potenti sono quelli dei Karamanidi e dei Germiyanidi. Gli Ottomani possedevano un piccolo beilicato a nord-ovest dell'Anatolia, presso Söğüt, a contatto con l'Impero bizantino, ma senza una reale potenza. Lungo il mar Egeo, da nord a sud vi sono i beilicati dei Karasidi, dei Saruhanidi, degli Aydınidi, dei Mentesheidi e dei bey di Tekke. Lungo il mar Nero, gli Ottomani, dei Çobanoğulları a Kastamonu, che sono assorbiti nel 1309 dai Jandaridi (Isfendiyaridi), il cui territorio si estende fino alla frontiera con l'Impero di Trebisonda.

## L'ascesa dell'Impero ottomano

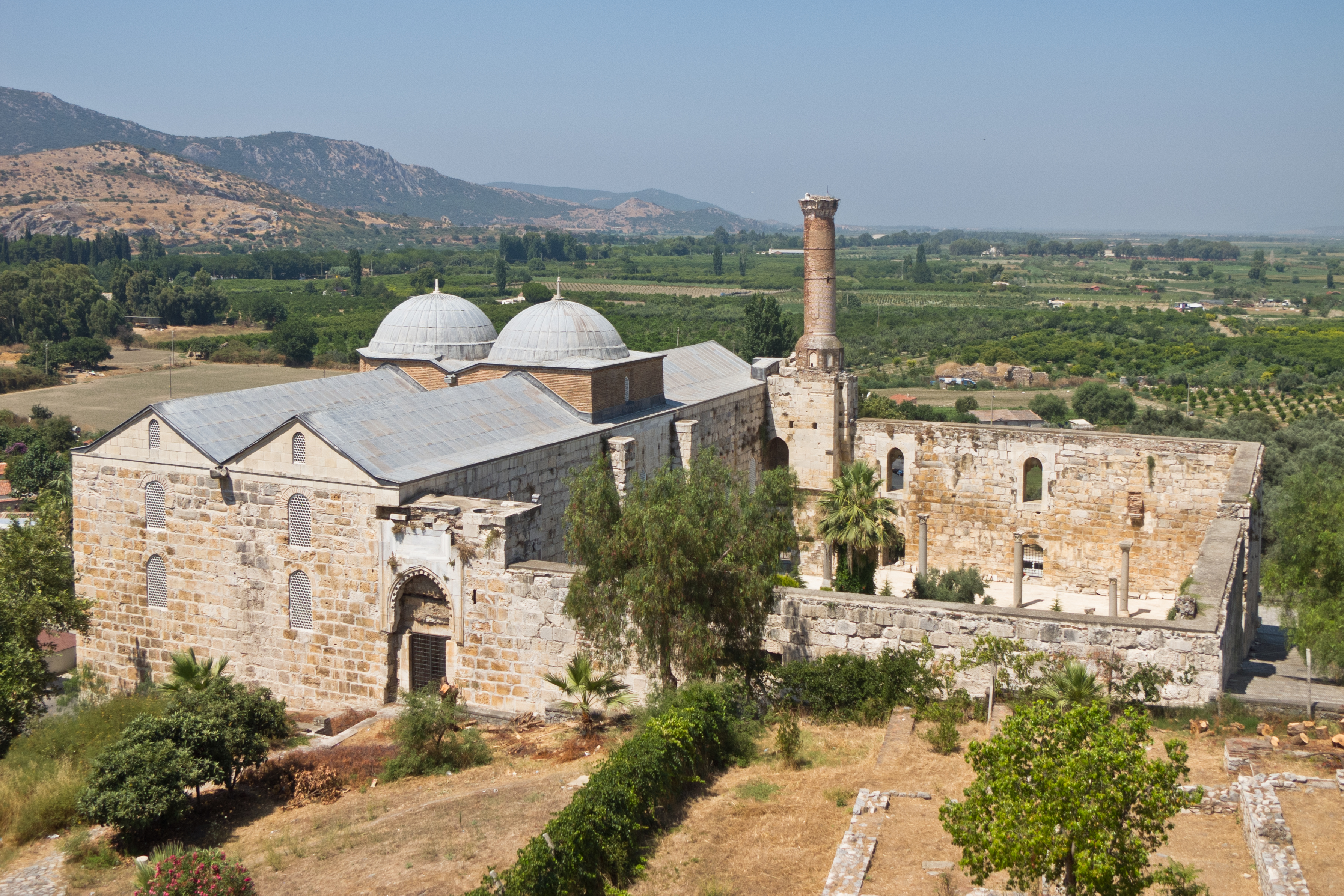
La moschea d'İsa Bey a Selçuk presso Smirne, costruita dagli Aidınidi nel 1375.

Sotto il fondatore eponimo, Osman I, gli Ottomani cominciano ad estendersi a spese dei Bizantini, a sud e ad est del Mar di Marmara, nei primi decenni del XIV secolo. Continuano annettendosi il vicino beilicato di Karesi ed avanzando nella Rumelia dei Bizantini. Nel 1354, giungono ad avere una potenza sufficiente ad affrontare i loro principali concorrenti: i Karamanidi, che all'epoca erano considerati il beilicato più forte. Verso la fine del XIV secolo, gli Ottomani proseguono nella loro espansione in Anatolia comperando città o acquistandole per il tramite di opportuni matrimoni.
I Karamanidi attaccano gli Ottomani stringendo alleanza con altri beilicati, coi Mamelucchi, con gli Aq Qoyunlu (Montoni Bianchi turcomanni), coi Bizantini stessi, con gli Imperatori di Trebisonda o con i Magiari, fallendo e perdendo potere ogni volta. Alla fine del secolo, gli Ottomani hanno conquistato una buona parte del territorio dei Karamanidi e di altri beilicati meno importanti. Conoscono un improvviso crollo a seguito della grave sconfitta inflitta da Tamerlano al loro Sultano Bayezid I nella battaglia di Ankara del 1402.
Gli Ottomani riescono straordinariamente a risorgere, dopo un lungo periodo di interregno e di lotte intestine alla famiglia ottomana, durante i regni di Mehmet I Çelebi e di suo figlio Murad II. Nel corso dei lunghi anni dei loro regni, essi inglobano nel dominio ottomano la maggioranza dei beilicati. In seguito, Mehmed II conquista l'Emirato di Karaman nel maggio-giugno 1451. Selim I Yavuz conquista il territorio dei Ramazanidi e dei Dulqadiridi nel 1515, in occasione della sua vittoriosa campagna militare contro i Mamelucchi di Siria ed Egitto. Suo figlio Solimano il Magnifico realizza l'unità completa dell'Anatolia e dei territori vicini nel 1534.
Un buon numero di beilicati servirono da base alle divisioni amministrative dell'Impero ottomano.

### I beilicati del primo periodo
| Nome del beilicato | Nome turco                             | Regione/i d'insediamento                      | Durata          |
| ------------------ | -------------------------------------- | --------------------------------------------- | --------------- |
| Artuqidi           | Artuklu Beyliği                        | Diyarbakır, Hasankeyf, Silvan, Harput, Mardin | 811-1408        |
| Danishmendidi      | Danişmendliler                         | Sivas, Malatya, Kayseri, Tokat, Amasya        | 1071-1178       |
| Dilmaçoğlu         | Dilmaçoğulları                         | Bitlis, Erzurum                               | 1085-1192       |
| Zachas             | Çaka Beyliği                           | Smirne                                        | 1081-1098       |
| Shah Arman         | Ermenşahlar o Ahlatşahlar              | Ahlat                                         | 1085-1192       |
| Inalidi            | İnaloğulları                           | Diyarbakır                                    | breve esistenza |
| Mengugekidi        | Mengüçlü Beyliği o Sökmenliler Beyliği | Erzincan, poi Divriği                         | 1118-1252       |
| Saltukidi          | Saltuklu Beyliği                       | Erzurum                                       | 1092-1202       |

### I beilicati del secondo periodo

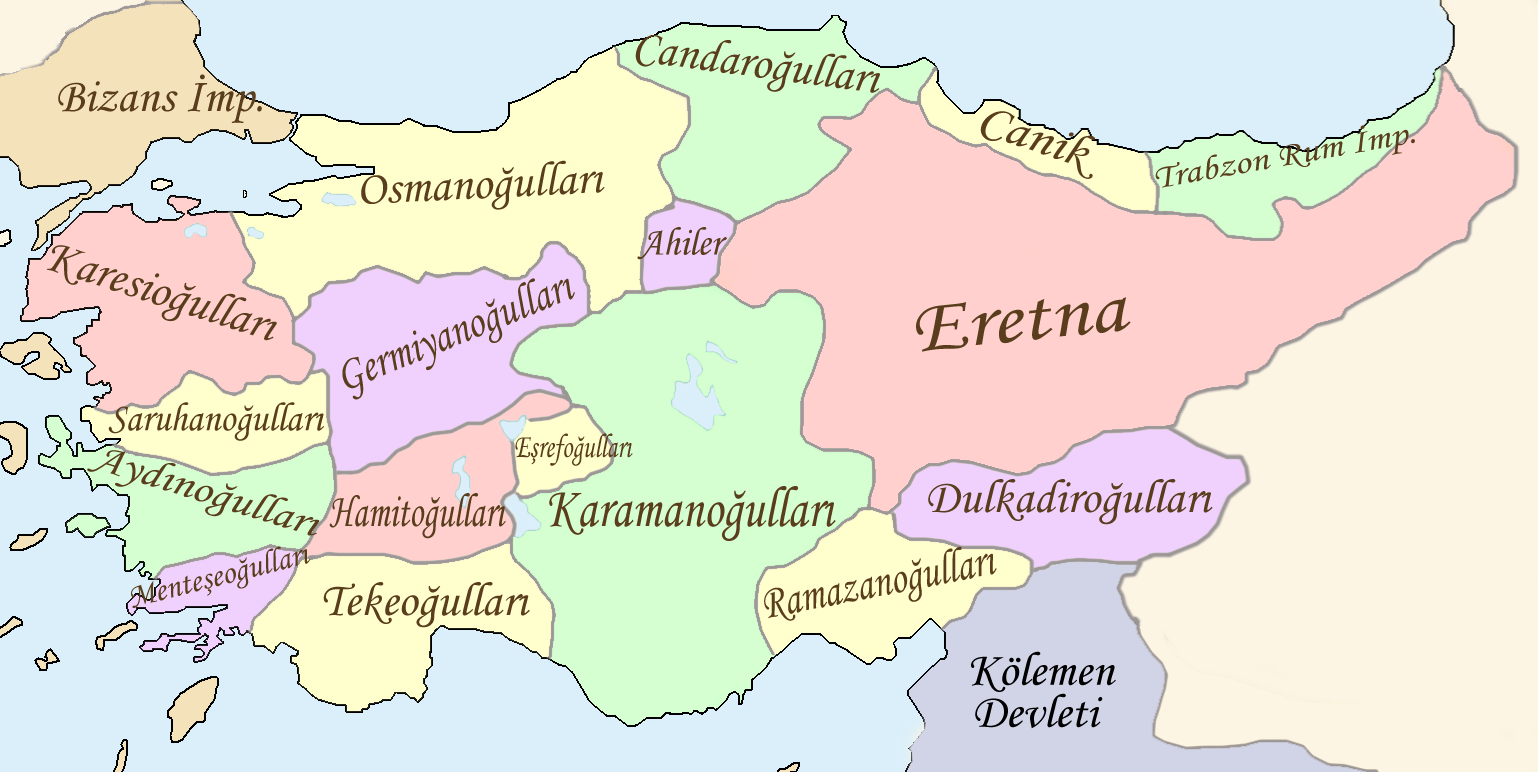
Carta dei beilicati d'Anatolia formatisi dopo la fine di Köse Dağ (26 giugno 1243).

| Nome del beilicato           | Nome turco                          | Regione/i d'insediamento                  | Durata                                                |
| ---------------------------- | ----------------------------------- | ----------------------------------------- | ----------------------------------------------------- |
| Tacettinoğulları             | Taceddinoğulları                    | Niksar                                    | 1348-1428                                             |
| Aydınidi                     | Aydınoğulları                       | Birgi, poi Ayasluğ (Selçuk)               | 1308-1425                                             |
| Çobanoğulları                | Çobanoğulları                       | Kastamonu                                 | 1227-1292 sotto tutela dei Jandaridi fino al 1320 ca. |
| Isfendiyaridi o Jandaridi    | İsfendiyaroğulları o Candaroğulları | Kastamonu                                 | 1292-1462                                             |
| Dulqadiridi                  | Dulkadıroğulları                    | Maraş, Elbistan                           | 1337-1522                                             |
| Eretnidi                     | Eratnaoğulları                      | Sivas, poi Kayseri                        | 1326-1380                                             |
| Qadi Burhān al-Dīn Ahmad     | Kadi Burhaneddin Ahmed              | Kayseri                                   | 1381-1398. Prende il posto degli Eretnidi             |
| Eşrefoğulları                | Eşrefoğulları                       | Beyşehir                                  | metà del XIII secolo-1322                             |
| Germiyanidi                  | Germiyanoğulları                    | Kütahya                                   | 1239-1428                                             |
| Hamididi                     | Hamidoğulları                       | Eğirdir                                   | 1300-1391                                             |
| Karamanidi                   | Karamanoğulları                     | Larende (Karaman)                         | 1256-1487                                             |
| Alaiye                       |                                     | Alanya                                    | 1293-1471 Vassalli dei Karamanidi                     |
| Karesioğulları               | Karesioğulları                      | Balıkesir                                 | 1303-1345                                             |
| Beilicato di Lâdik           | İnançoğulları                       | Denizli                                   | 1276-1368                                             |
| Mentesheidi                  | Menteşeoğulları                     | Milas                                     | 1261-1424                                             |
| Ottomani poi Impero ottomano | Osmanoğulları                       | Söğüt, Bursa, Dimetoka, Edirne e İstanbul | 1302-1924                                             |
| Pervâneoğulları              | Pervâneoğulları                     | Sinop                                     | 1277-1322                                             |
| Ramazanidi                   | Ramazanoğulları                     | Adana                                     | 1379-1510                                             |
| Sâhipataoğulları             | Sâhipataoğulları                    | Afyonkarahisar                            | 1265-1341                                             |
| Saruhanidi                   | Saruhanoğulları                     | Manisa                                    | 1313-1410                                             |
| Beilicato di Teke            | Tekeoğulları                        | Anatolia                                  | 1321-1423 è una branca degli Hamididi                 |

## Regioni dell'Anatolia rimaste non-turche (e non-musulmane) fino all'egemonia ottomana
Queste regioni sono rimaste cristiane fino alla loro conquista da parte degli Ottomani.
| Nome dello Stato            | Nome turco            | Regione/i d'insediamento    | Durata                                     |
| --------------------------- | --------------------- | --------------------------- | ------------------------------------------ |
| Regno della Piccola Armenia | Kilikya               | Tarso e Sis (attuale Kozan) | -1375                                      |
| Impero di Trebisonda        | Trabzon İmparatorluğu | Trebisonda                  | 1204-1461                                  |
| Filadelfia                  | Alaşehir              | Filadelfia                  | tenuta dai Cavalieri di Malta fino al 1390 |

## Lingua ed eredità
Con l'arrivo dei Selgiuchidi e l'immigrazione dei Turchi in terra anatolica, i beilicati diffusero l'influenza turca e islamica in Anatolia. Diversamente dai Selgiuchidi, la cui lingua amministrativa era persiana, gli emirati anatolici adottarono la lingua turca come lingua formale. Il turco si diffuse molto in questi principati, e raggiunse la massima raffinatezza nell'era ottomana.

## Arte
Nonostante le risorse limitate ed il clima politico dell'era, durante il periodo dei beilicati fiorì l'arte, probabilmente gettando le basi dell'arte ottomana. Sebbene lo stile artistico dei beilicati anatolici possa essere considerato rappresentativo di un periodo di transizione tra Selgiuchidi ed Ottomani, ci furono anche tendenze innovative. Gli artisti di corporazioni e gli architetti, viaggiando diffusero queste nuove tendenze e stili locali a molti beilicati dell'Anatolia. Nell'architettura, il legno, la pietra intagliata, piastrelle d'argilla ed altre simili arti decorative dei Selgiuchidi erano ancora usate, unite alla ricerca di nuovi spazi.
Alcuni esempi rappresentativi dell'architettura dei beilicati anatolici sono la moschea İlyas a Balat (Mileto) del 1404, la moschea İsabey a Selçuk del 1375 e la moschea Ulucami a Birgi del 1312, costruita dal beilicato Aydın. Le moschee citate, sebbene successori dell'arte selgiuchide, se ne differenziano molto per le maggiori decorazioni sia negli interni che all'esterno ed il differente posizionamento delle corti e minareti. Il beilicato di Karaman lasciò lavori architettonici degni di nota come la moschea Ulucami di Ermenek (1302), la madrasa Hatuniye a Karaman (1382) e la madrasa Akmedrese a Niğde (1409), tutte le quali rispettano un nuovo stile che considera ed incorpora gli elementi circostanti. Uno dei primi esempi dell'architettura dei beilicati anatolici che accenna alla formazione dell'architettura ottomana, che mira ad unire gli spazi interni sotto una grande cupola formando una struttura architettonica monumentale è la moschea Ulucami di Manisa (1374) costruita dal beilicato Saruhan. È anche degno di nota l'aumento delle costruzioni di medrese che indica la grande importanza data dai beilicati alle scienze.